# Ashot I Bagratuni

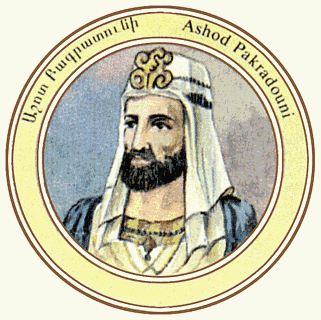
Ashot I

Bagratuni

Ashot I Bagratuni (Armeens: Աշոտ Մեծ) (ca. 820 - 890) was koning van Armenië van 884 tot zijn dood in 890.
Ashot was lid van de familie Bagratuni die vanaf het begin van de vierde eeuw een belangrijke positie had in het oude Armenië. In 853 volgde hij zijn vader op als hoofd van de familie en erfde bezittingen rond de oude hoofdstad Bagaran. Hij verdedigde Tayk tegen de Arabieren en heroverde Shirakavan en Arsharunik. In 862 werd hij door afgezanten van de kalief erkend als iskanat ishkan (prins der prinsen) van Armenië. Dat was toen misschien nog vooral een beleefdheid maar in de jaren daarop wist Ashot door huwelijken en oorlog onbetwist de leider van de Armeense edelen te worden.
In 867 stuurde Ashot afgezanten naar Constantinopel om de heerschappij van het Byzantijnse Rijk te erkennen, in ruil voor bescherming. Uiteindelijk waren het echter de Arabieren die op 26 juni 884 Ashot in Bagaran tot koning kroonden. Hiermee hoopten ze te voorkomen dat Basileios I, die zelf van Armeense afkomst was, Armenië in zijn macht zou krijgen. In 887 werd hij ook als koning erkend door Leo VI van Byzantium.
Ashot was zoon van Smbat de Belijder en Hripsimè.
Ashot was getrouwd met Kotramide (geb. ca. 830), zij hadden de volgende kinderen:
- Smbat de Martelaar
- Sepuh (zoon)
- Mariam, getrouwd met Vasak Gabur, prins van Gegharkunik
- Sophia (ovl. 884-889), getrouwd met Grigor-Derenik Artsruni van Vaspurakan